# Metro w Dubaju

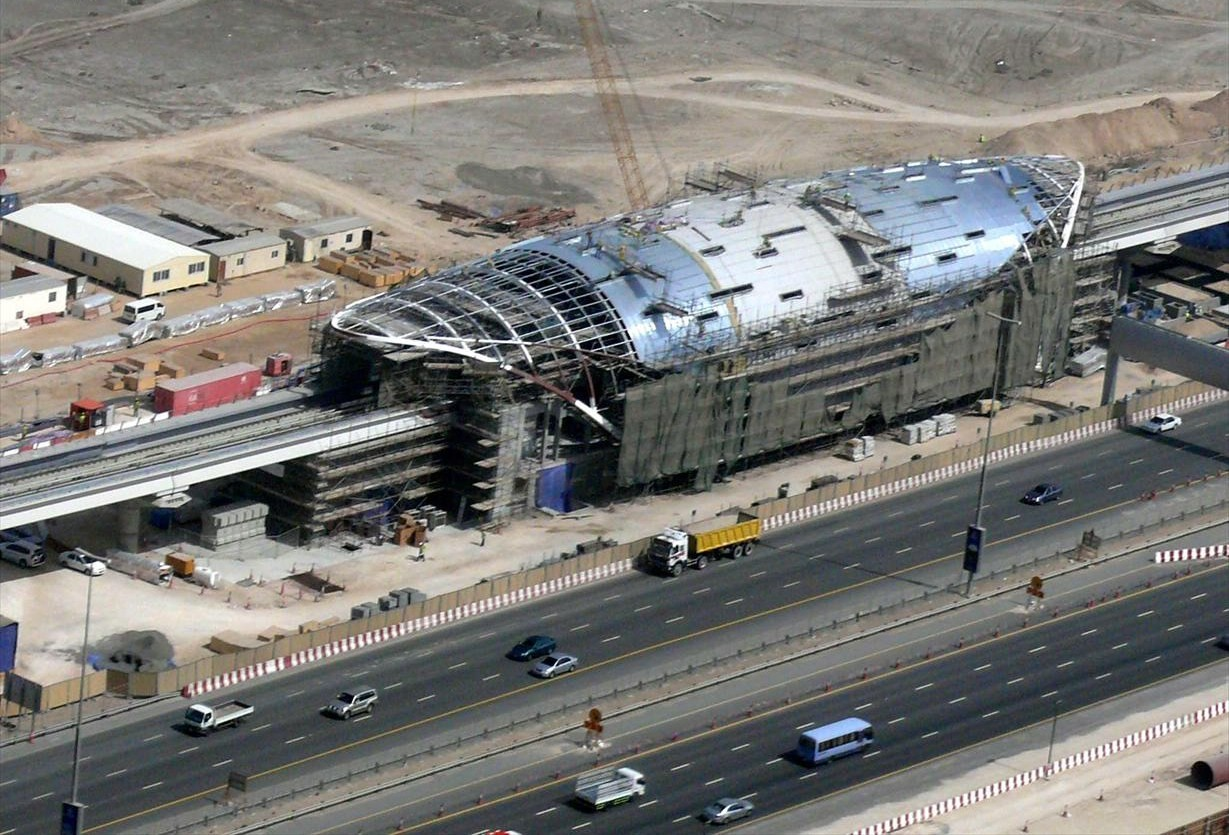
Stacja w Jabel Ali Free Zone w trakcie budowy

Metro w Dubaju (ar. مترو دبي) – w pełni zautomatyzowany system metra w Dubaju w Zjednoczonych Emiratach Arabskich. Linie Czerwona i Zielona przebiegają estakadą, natomiast pod ziemią tylko na odcinku w centrum miasta. W dniu otwarcia, 9 września 2009 roku, dubajskie metro stało się jednym z najdłuższych zautomatyzowanych (driverless – bez maszynisty) systemów kolejowych na świecie.
Wszystkie pociągi i stacje są klimatyzowane. Przestrzeń stacji oddzielona jest od przestrzeni torowiska specjalną, zamontowaną na krawędzi peronu, ścianką ekranującą, której zadaniem jest zabezpieczenie osób znajdujących się peronie przed wpadnięciem pod nadjeżdżający pociąg oraz podwyższenie efektywności energetycznej samej stacji (dzięki odizolowaniu jej od tunelu). Ścianka ta posiada, rozmieszczone w tych samych odstępach co drzwi wagonów, drzwi otwierane automatycznie po zatrzymaniu się pociągu.

## Inwestycja
Planowanie metra w Dubaju zainicjowała dyrektywa emira Dubaju, szejka Muhammada ibn Raszida Al Maktuma. Według szacunków do 2010 roku Dubaj odwiedzi 15 milionów turystów. Połączenie szybko zwiększającej się populacji (która ma osiągnąć 3 miliony do 2017 roku) i wzrastającego ruchu drogowego uczyniło koniecznym wybudowanie kolei miejskiej, która będzie w stanie zapewnić większą przepustowość transportu publicznego, ulżyć ruchowi ulicznemu i stworzyć infrastrukturę pod dodatkową zabudowę.
W maju 2005 roku konsorcjum Dubai Rail Link, składającemu się z przedsiębiorstw japońskich (Mitsubishi Heavy Industries, Mitsubishi Corporation, Obayashi Corporation, Kajima Corporation), oraz firmie tureckiej (Yapi Markezi) przyznano sumę 12,5 miliarda dirhamów na wykonanie projektu i przeprowadzenie budowy. Pierwsza faza przedsięwzięcia, warta 15,5 miliarda dirhamów, obejmuje 35 kilometrów z proponowanego systemu, w tym Czerwoną Linię pomiędzy Al Rashidiya a Jabel Ali Free Zone, której ukończenie planowane jest na wrzesień 2009 roku i Zieloną Linię z Al Qusais 2 do Al Jaddaf 1 z ukończeniem przewidzianym na marzec 2010 roku. Druga faza kontraktu, uzgodniona później (w lipcu 2006 roku), zawiera rozszerzenia wcześniejszych tras.
Oficjalnie prace nad budową metra rozpoczęto 21 marca 2006 roku. Wart 4,2 miliardów dolarów projekt metra w Dubaju zostanie ukończony zgodnie z planem pomimo globalnego kryzysu – poinformowała Agencja Kolejowa RTA.

## System metra w Dubaju
Ostatecznie długość linii metra w Dubaju wyniesie 70 kilometrów, a wybudowanych zostanie 47 stacji, w tym 9 pod ziemią. Dwie linie znajdują się w budowie, a trzy kolejne są na etapie planów.

### W budowie
- Czerwona Linia: 50 kilometrów z 35 stacjami, z Jabel Ali port, przez centrum miasta do Al Rashidiya
- Zielona Linia: 20 kilometrów z 22 stacjami, z Festival City, przez centrum miasta do drugiego terminalu portu lotniczego w Dubaju i wolnej strefy ekonomicznej

### Planowane

Mapa metra w Dubaju

- Fioletowa Linia: 49 kilometrów z portu lotniczego w Dubaju do portu lotniczego Al Maktoum wzdłuż drogi Al Khail (E 44)[8]
- Niebieska Linia: 47 kilometrów z portu lotniczego w Dubaju do portu lotniczego Al Maktoum wzdłuż drogi Emirates (E 311)[8]
- Żółta Linia

Metro w Dubaju ma przewozić 1,2 miliona pasażerów dziennie, 27 tysięcy pasażerów na godzinę dla każdej linii i 355 milionów pasażerów rocznie.
Jednym z problemów dla nowego systemu będzie, jak komfortowo i niezawodnie zapewnić dojazd pasażerom do ostatecznego celu ich przeznaczenia, jeżeli nie byłby on stacją. Stwarza to pytanie czy wystarczy autobusów i taksówek. Autobusy i szlaki wodne zostały tak dostosowane, aby dostarczyć pasażerów do obszarów pozbawionych przystanków. Wybudowano trzy ułatwienia typu „parkuj i jedź” (bezpośredni dostęp do środków komunikacji miejskiej z parkingów).

## Lista stacji

Widok zewnętrzny jednej ze stacji

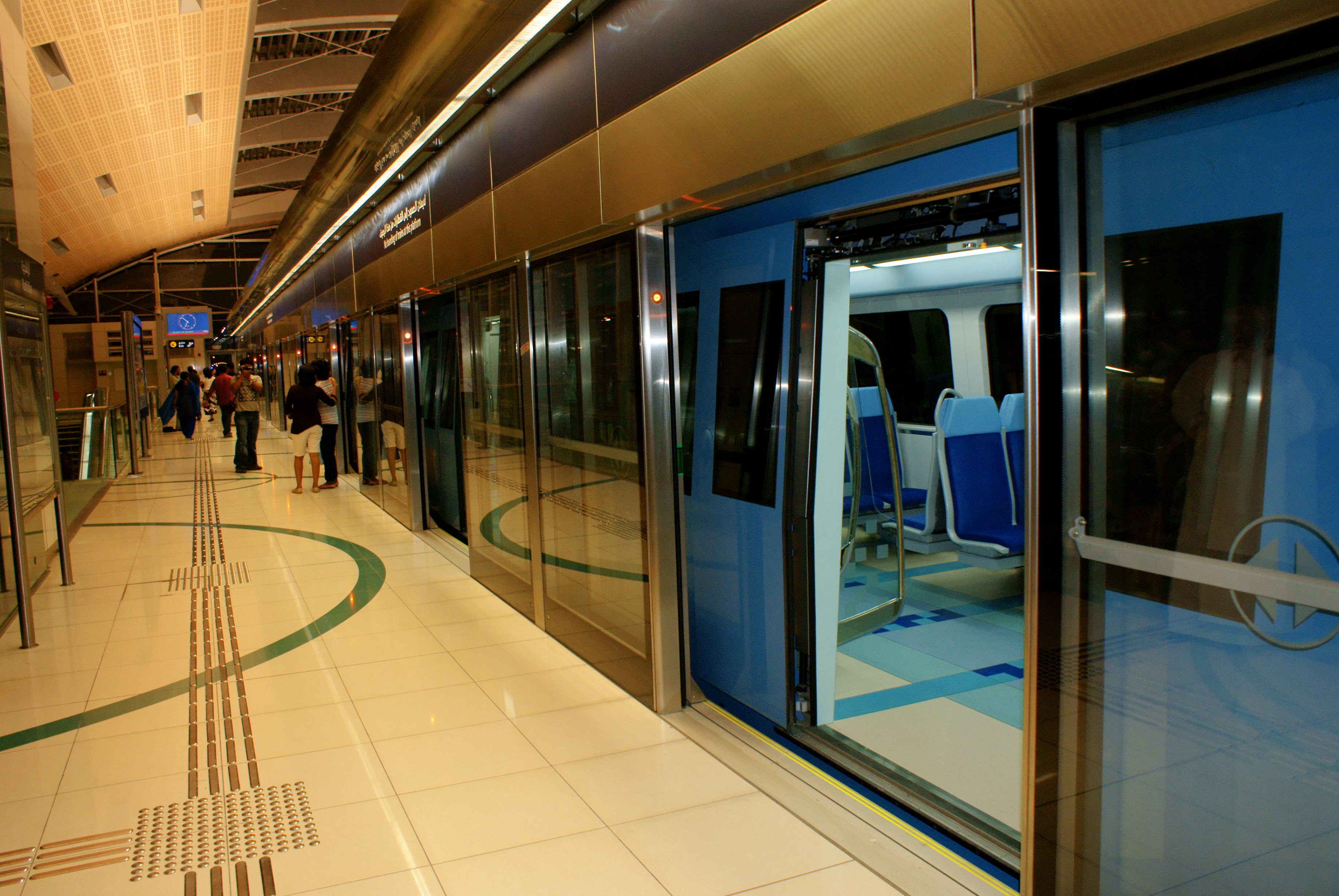
Stacja Rashidiya

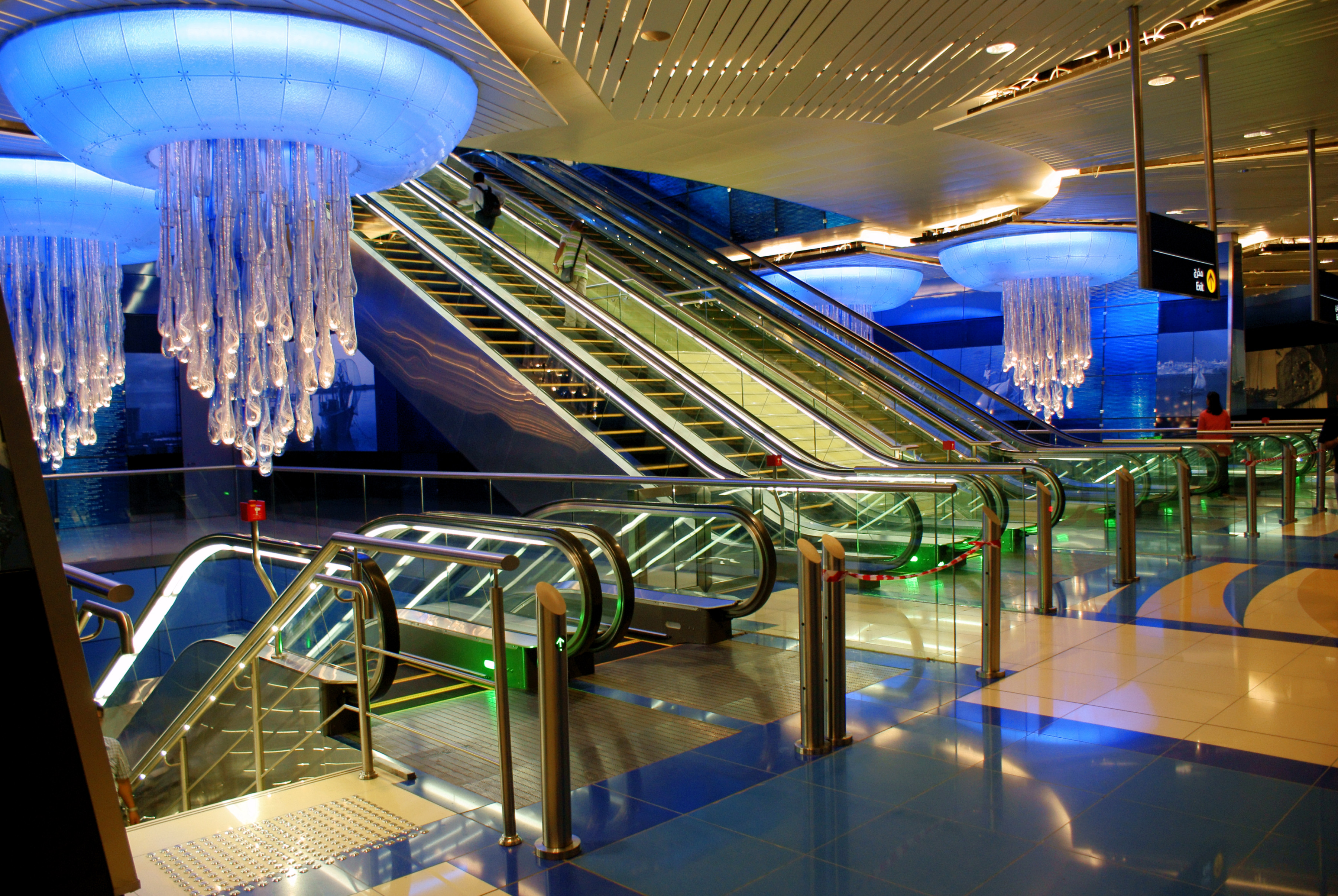
Stacja BurJuman

Stacje dubajskiego metra podzielone są na kilka typów: G, T1, T2, T3, U, UT.
Wnętrza stacji będą się również różniły zastosowanymi wzorami: ziemi, wody, ognia i powietrza. Efekty kolorystyczne we wzorach to odpowiednio: brązowy, biało-niebieski, pomarańczowo-czerwony i zielony.
- Czerwona Linia[9]:
  - Rashidiya (T3)
  - Emirates (T2)
  - Airport Terminal 3
  - Airport Terminal 2
  - Al Garhoud (T2)
  - City Centre (U)
  - Al Rigga (U)
  - Union Square (UT, połączenie z Zieloną Linią)
  - BurJuman (UT, połączenie z Zieloną Linią)
  - Al Karama (T2)
  - Al Jaffiliya (T1)
  - Trade Centre (T1)
  - Emirates Towers (T1)
  - Financial Center (T2)
  - Burj Dubai (T2)
  - Business Bay (T1)
  - Al Quoz (T1)
  - Burj Al Arab (T1)
  - Mall of the Emirates (T2)
  - Al Barsha (T1)
  - Tecom (T2)
  - Nakheel (T3)
  - Dubai Marina (T2)
  - Jumeirah Lake Towers (T2)
  - Jumeirah Islands (T1)
  - Ibn Battuta (T1)
  - Dubal (T1)
  - Jebel Ali Industrial (T1)
  - Jafza/Limitless (G)

Główna zajezdnia dla pociągów znajdzie się dokładnie przed stacją Rashidiya, natomiast zajezdnia dodatkowa istnieje w porcie Jebel Ali.
- Zielona Linia[10]:
  - Al Qusais 2 (T3)
  - Al Qusais 1 (T2)
  - Airport Free Zone (T2)
  - Al Nahda (T2)
  - Stadium (T2)
  - Al Quiadah (T2)
  - Abu Hail (T2)
  - Abu Baker Al Siddique (T2)
  - Salahuddin Station (U)
  - Union Square (UT, połączenie z Czerwoną Linią)
  - Baniyas Square (U)
  - Palm Deira (U)
  - Al Ras (U)
  - Al Ghubaiba (U)
  - Saeediya (U)
  - BurJuman (UT, połączenie z Czerwoną Linią)
  - Oud Metha (T2)
  - Health Care City (T2)
  - Jeddaf 1 (T2)
  - Jeddaf 2 (T2)

Zajezdnia znajduje się dokładnie przed stacją Al Qusais 2.

## Pociągi
Japoński wytwórca Kinki Sharyo zajmuje się produkcją wszystkich 87 pięciowagonowych składów dla Linii Czerwonej i Zielonej. Pociągi są zaprojektowane tak, aby pomieściły 643 siedzących i stojących pasażerów. Co niezwykłe dla masowych środków komunikacji miejskiej, składy zostały podzielone na trzy klasy.
Pierwszy wagon podzielono w połowie na:
- złotą klasę (wygodniejsze siedzenia, droższe bilety)
- klasę dla kobiet i dzieci

a pozostałe cztery wagony na:
- srebrną klasę (ekonomiczną).

Ceny biletów są dotowane. Zwykły bilet w jednej z pięciu stref kosztuje poniżej dolara.
Pomimo pełnej automatyki i redukcji personelu do kierowania pociągami, metro zatrudnia sporo personelu stacyjnego oraz pokładowego – oficjalnie dla zapewnienia porządku i utrzymania czystości, ale i równocześnie dla zapewnienia miejsc pracy, którą w większości wykonują niżej opłacani emigranci z Azji Południowo-Wschodniej, głównie Filipin. Na wypadek awarii i krytycznych sytuacji pasażerom w podróży towarzyszą specjalnie przeszkoleni ochroniarze. Zgodnie z wymogami o zatrudnieniu w firmach publicznych lepiej płatne posady w metrze obsadzane są przez rodowitych obywateli Emiratów.
Pierwszy pociąg dostarczono do Dubaju w marcu 2008 roku. Metro obsługiwane jest automatycznie i zasilane z trzeciej szyny (650 V prądu stałego). 

## Automatyczne sterowanie metra w Dubaju
Sterowanie pociągami metra jest w pełni automatyczne (driverless). System sterowania i bezpieczeństwa został zaprojektowany i wykonany przez kanadyjską firmę Thales Rail Signaling Solutions z Toronto. Różne stopnie nadzoru nad ruchem pociągów dokonywane są przez kontrolery stacyjne, centra kontroli pociągów (vehicle control center – VCC), a nad wszystkim czuwa centralny ośrodek nadzoru ulokowany w zajezdni Rashidiya. Trzy strefowe VCC sprawują nadzór nad pociągami na głównej części Linii Czerwonej, jeden VCC nadzoruje pociągi w zajezdni Jebel Ali oraz dwa VCC nadzorują pociągi w zajezdni Rashidiya. Zajezdnia Rashidiya posiada wszelkie wyposażenie do napraw, przetaczania kół i testowania. 
W razie potrzeby interwencji centralny operator porozumiewa się poprzez komputer z pociągami za pomocą pętli kablowej ułożonej pośrodku każdego toru. Każdy pociąg ma dwa niezależnie pracujące, a także zastępujące się w przypadku awarii, kontrolery. Dwie pary anten umiejscowionych pod podłogą wagonu końcowego wysyłają do centrum kontroli komunikaty ze wszelkimi danymi pociągu i odbierają powrotne modulowane polecenia centralnego operatora. Prędkość pociągu mierzona jest przez tachometry zainstalowane na osiach wagonów, natomiast zsynchronizowane rozkazy otwierania i zamykania drzwi w pociągu i na peronach przekazywane są sygnałami poprzez anteny również ulokowane pod podłogą. Precyzyjne zatrzymanie wagonów naprzeciw drzwi peronowych (znajdujących się w ściance ekranującej) zapewnione jest przez osobny czujnik. Wszystkie systemy decydujące o bezpieczeństwie pracy pociągu są zdublowane.
Praca pociągu jest zaprogramowana w kontrolerze pociągu, natomiast wszelkie zmiany, regulacje czasowe, dodatkowe ograniczenia prędkości odbywają się na każdorazowe polecenie centralnego operatora. Metro w Dubaju jest najdłuższą (74,6 km – stan na 06.2011) koleją z całkowicie bezobsługowym sterowaniem pociągami (wiele krótszych linii znajduje się na lotniskach i lokalnie w niektórych większych miastach). Dotychczas najdłuższy (68 km), funkcjonujący na tej samej zasadzie, system bez maszynistów istnieje w Vancouverze w Kanadzie od 20 lat (Sky Train).